# De Dion-Bouton Type BQ
Der De Dion-Bouton Type BQ ist ein Pkw-Modell aus der Anfangszeit des 20. Jahrhunderts. Hersteller war De Dion-Bouton aus Frankreich.

## Beschreibung
Die Zulassung durch die nationale Zulassungsbehörde erfolgte am 22. Dezember 1908.
Der Vierzylindermotor hat 66 mm Bohrung, 100 mm Hub und 1368 cm³ Hubraum. Er war damals in Frankreich mit 10 Cheval fiscal (Steuer-PS) eingestuft. Er ist vorne im Fahrgestell montiert und treibt über ein Dreiganggetriebe und eine Kardanwelle die Hinterräder an. Der Wasserkühler ist direkt vor dem Motor hinter einem deutlich sichtbaren Kühlergrill. Die Hinterachse ist eine De-Dion-Achse.
Die Basis bildet ein Pressstahlrahmen. Der Radstand beträgt 2535 mm und die Spurweite 1174 mm. Eine Fahrzeuglänge von 3500 mm ist bekannt.
Bekannt sind Aufbauten als Doppelphaeton.
Das Modell wurde acht Monate lang produziert. Nachfolger wurde der Type CF, der am 29. Juli 1909 seine Zulassung erhielt.
Ein erhaltenes Fahrzeug mit dem britischen Kennzeichen BF 8887 wurde 2020 mit einem Schätzpreis von 20.000 bis 25.000 Pfund Sterling auf einer Auktion angeboten, aber nicht versteigert.